# Emil och detektiverna
Emil och detektiverna (originaltitel ’’Emil und die Detektive’’) är en barndeckare från 1929 av den tyske författaren Erich Kästner. Boken kom ut i svensk översättning 1932 och har sedan dess givits ut i flera nyutgåvor; den svenska översättningen har också reviderats genom åren.

## Handling
Den faderlöse skolpojken Emil bor i ett litet samhälle på den tyska landsbygden tillsammans med sin mor, som är hårfrisörska. På sommarlovet reser Emil med tåg till Berlin för att besöka släktingar, och modern har skickat med honom en stor summa pengar till mormor. I tågkupén träffar Emil en mystisk man med plommonstop. Resan är lång, Emil somnar och när han vaknar är både hans pengar och den mystiske mannen försvunna. Emil står villrådig på stationen i Berlin; han skäms för att söka upp släktingarna, och till polisen törs han inte gå eftersom han är osams med poliskonstapeln i hemorten på grund av ett pojkstreck. Lyckligtvis lär Emil känna ett gäng gatusmarta stadspojkar, ledda av Gustav och Professorn, och när hans nya vänner får veta vad som har hänt beslutar sig pojkarna för att bli detektiver och själva spåra upp tjuven.
Författaren Erich Kästner själv förekommer som en figur i boken.

## Filmversioner och uppföljare
Boken har filmatiserats flera gånger, första gången 1931 (på svenska betitlad Grabbar med ruter i), och den senaste filmen kom 2001. Boken fick också en mindre känd uppföljare, Emil och de tre tvillingarna (original Emil und die drei Zwillinge) från 1934; i denna finns ett kapitel som skildrar inspelningen av filmen från 1931.